# Kuwayamaea anhuii
Kuwayamaea anhuii är en insektsart som beskrevs av Andrej Vasiljevitj Gorochov och Kang 2002. Kuwayamaea anhuii ingår i släktet Kuwayamaea och familjen vårtbitare. Inga underarter finns listade i Catalogue of Life.